# Boris Moubhibo Ngonga
Boris Moubhibo Ngonga (Kongó, 1988. október 25. –) kongói válogatott labdarúgó, az AC Léopards játékosa.
A kongói válogatott tagjaként részt vesz a 2015-ös afrikai nemzetek kupáján.